# Reticulitermes flavipes
Espèce
Reticulitermes flavipes (anciennement R. santonensis), le termite de Saintonge ou termite à pattes jaunes, est l’espèce du genre Reticulitermes la plus répandue sur terre.
Elle est originaire d'Amérique du Nord et est invasive au Canada, en Californie, en Uruguay et aux Bahamas, en France,, au Chili, en Allemagne, en Italie et en Autriche où elle a été décrite pour la première fois. Les analyses phylogéographiques des populations natives et introduites de R. flavipes ont révélé que la grande majorité des populations introduites proviennent du Sud-Est des États-Unis et plus précisément de la Louisiane.